# 妖玄坂不動さん 大門支部
妖玄坂不動さん　大門支部（ようげんざかふどうさん・だいもんしぶ）は 超!アニメロ内超!放送局で放送されたWebラジオコンテンツ。

## 概要
- 携帯で配信中の小説『妖玄坂不動さん』、新書館ウィングス文庫から発売中の『妖玄坂不動さん〜妖怪物件ございます〜』を応援する番組。
- 『妖玄坂不動さん』の音声ドラマに出演しているキャストをゲストに迎えたトークも。
- 増上寺総門のある大門（東京都港区）で収録しているため『大門支部』という。『妖玄坂不動さん』とは特に関係ない。
- 携帯サイト『超!アニメロ』では音声ドラマも配信。

### パーソナリティ
- 甲斐田ゆき　「妖玄坂不動さん」主人公・坂上陽介役。

### 配信
- 配信期間：2007年10月10日〜2008年2月13日更新分まで
- 配信サイト：超!放送局
- 配信日：毎週水曜日　19:00更新

## コーナー
六畳一間の住まいる〜
リスナーの住まいに関するあれこれを紹介するコーナー。
現代妖怪発見伝
リスナーの身の回りで起こった『妖怪の仕業に違いない！』と思うような変な出来事、疑問に思っている事や出会ったおかしな現象を紹介するコーナー。

## ゲスト
- 第1回 　なし                    ('07 10/10更新)
- 第2回 高橋広樹　赤頭幸 役  ('07 10/24)
- 第3回　　なし                  ('07 11/7)
- 第4回　皆川純子　高丸桐　役('07 11/21)
- 第5回　　なし                   ('07 12/5)
- 第6回　本多知恵子坂上満留役('07 12/19)
- 第7回　　なし                   ('08 1/2)
- 第8回　高橋広樹　赤頭幸 役（'08 1/16)
- 第9回　　なし　（'08 1/30)
- 第10回　高橋広樹　赤頭幸 役（'08 2/13)最終回

## エピソード
- 第1回目の放送で他の共演者を紹介するとき次週ゲストに呼ぶ高橋広樹について、甲斐田とはラジオ番組で長くコンビを組み、共演する作品シリーズも多いため、「ある意味（共演が）うれしいが、新鮮味のない〜」と紹介した。一転、ゲストを迎えた第2回の冒頭「新鮮な活きのいいゲスト」と紹介され、高橋の第一声は「モノは言いようですね」だった。（彼は親戚扱いらしい・・・）
- 対して、同じく共演の皆川純子の紹介の時は、高橋同様ラジオや共演作が多いのに「キャストの中にこの人がいると幸せいっぱい〜」と言った。